# Scheid GR
| GR ist das Kürzel für den Kanton Graubünden in der Schweiz. Es wird verwendet, um Verwechslungen mit anderen Einträgen des Namens Scheid zu vermeiden. |

Scheid (rätoromanisch Sched) ist ein Dorf und eine ehemalige politischen Gemeinde in der politischen Gemeinde Domleschg im Kreis Domleschg in der Region Viamala des Kantons Graubünden in der Schweiz.
Scheid bildete von 2009 bis 2014 mit Feldis/Veulden, Trans und Tumegl/Tomils die Gemeinde Tomils und ist seit 2015 Teil der neuen Gemeinde Domleschg.

## Geographie

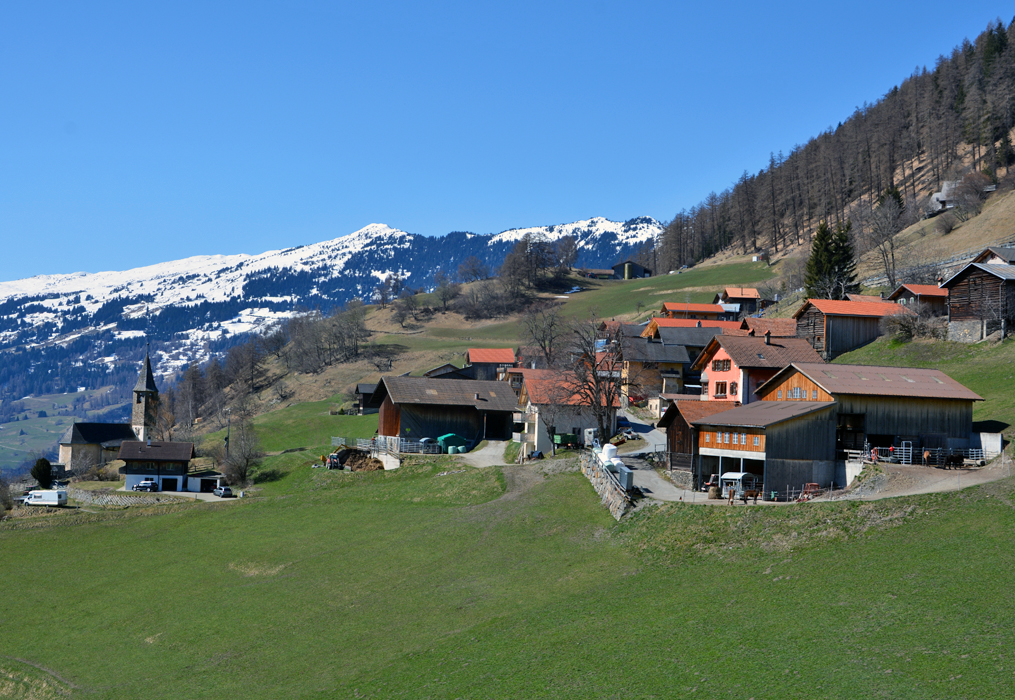
Der Ortsteil Purz

Die frühere Bergbauerngemeinde liegt östlich des Hinterrheins auf einer Höhenterrasse. Die östliche Grenze des Gebiets wurde von einer Bergkette zwischen dem Fulhorn (2529 m ü. M.) im Süden und dem Dreibündenstein (2160 m ü. M.) im Norden gebildet. Westlich davon liegt ein weiterer markanter Berg, die Tgom Aulta (2085 m ü. M.). Die ehemalige Gemeinde bestand aus den Ortsteilen Purz (deutsch: Oberscheid, 1329 m) und Sched (deutsch: Unterscheid, 1221 m), dem Weiler Laschignas (1067 m) und diversen Gehöften und Maiensässen. Nachbargemeinden waren Trans, Tumegl/Tomils, Rothenbrunnen, Feldis/Veulden, Domat/Ems, Malix und Churwalden. Vom gesamten Gebiet von 1230 ha waren 533 ha landwirtschaftlich nutzbar, der grösste Teil davon als Maiensässe. Daneben war eine beinahe gleich grosse Fläche von 516 ha von Wald und Gehölz bedeckt. Im Osten des Gebiets erheben sich Gebirge, welche 155 ha unproduktive Fläche ausmachten. Der Rest von 26 ha war Siedlungsfläche.

## Geschichte

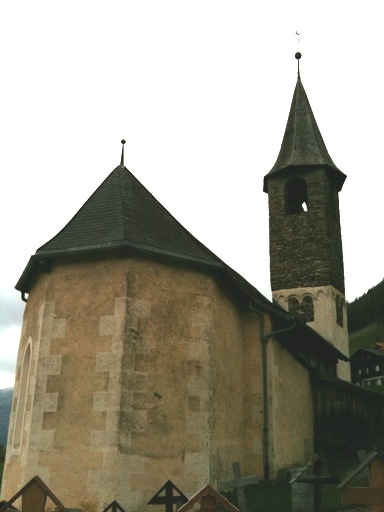
Reformierte Kirche Scheid

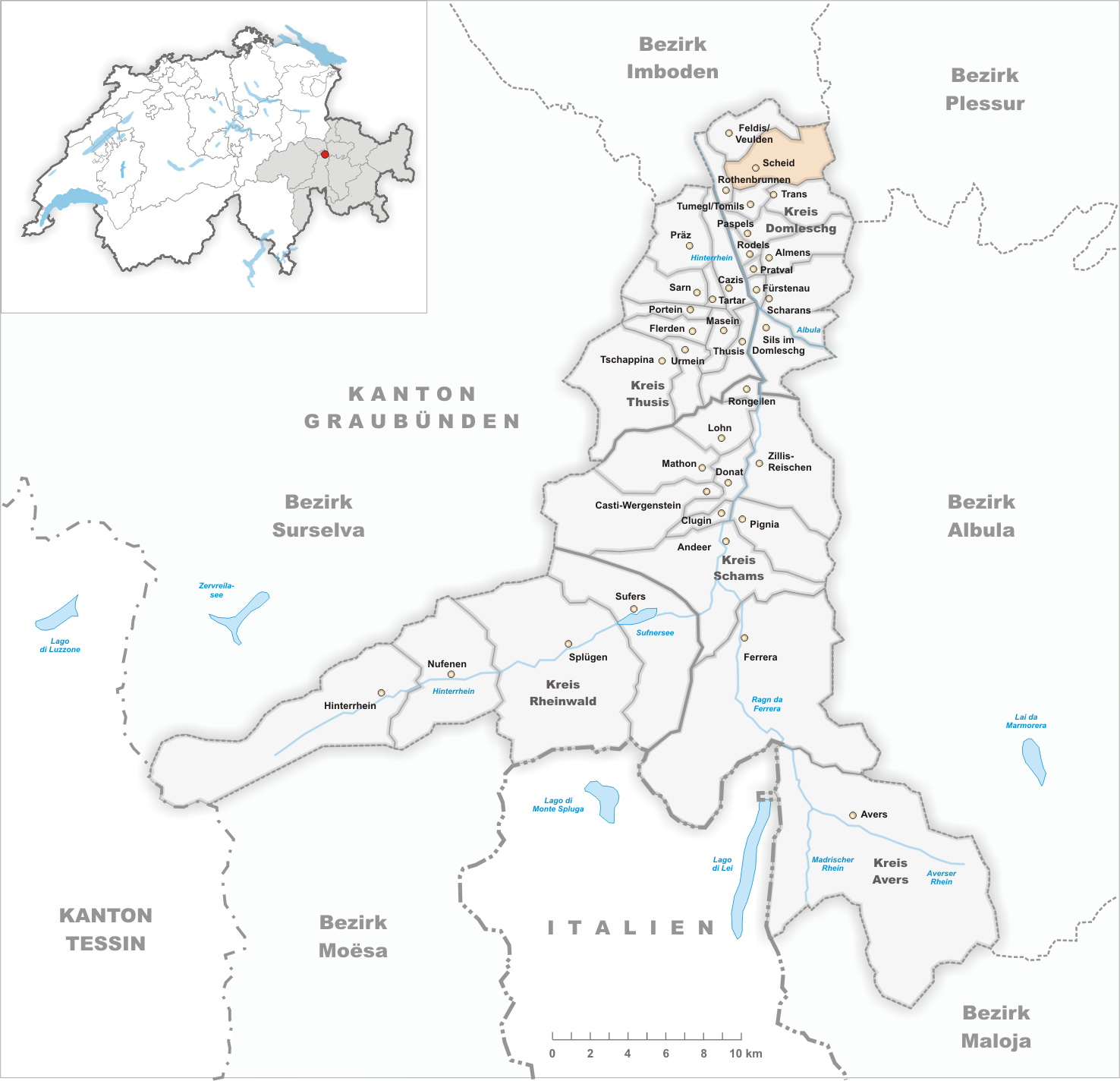
Gemeindestand vor der Fusion am 1. Januar 2009

Scheid wurde im 12. Jahrhundert als de Side erstmals urkundlich erwähnt. Ein Hof gehörte im Spätmittelalter den Grafen von Werdenberg, dann den von Juvalt. Der Auskauf der Herrschaftsrechte erfolgte 1527. Kirchlich gehörte Scheid bis in die erste Hälfte des 16. Jahrhunderts zur Pfarrei Tumegl/Tomils. Die Kirche St. Simeon wird erstmals 1447 erwähnt. Die Reformation setzte sich nach 1600 endgültig durch. Bis 1654 bestand eine Pfarrgemeinschaft mit Feldis/Veulden.
1596 nahmen die Ausserdomleschger Dörfer die Ausscheidung ihres jeweiligen Gemeindebannes vor. Bis 1851 war Scheid eine Nachbarschaft und bildete mit Feldis und Trans die Gerichtsgemeinde „im Berg“. Diese führte mit den Gemeinden „im Boden“, alle zum Hochgericht Ortenstein gehörig, langjährige und zum Teil blutige Streitigkeiten (Tomilser Handel 1766).
Die Fahrstrasse nach Tumegl/Tomils wurde 1901 bis 1904 gebaut. Die wichtigsten Erwerbsquellen waren Viehwirtschaft und Ackerbau. Der erste Sektor stellte 2005 88 Prozent der Arbeitsplätze. 2002 wurde in der Primarschule Rätoromanisch als zweite Unterrichtssprache durch Italienisch ersetzt. Seit 2007 besuchen die Kinder von Scheid die Schule in Rhäzüns.

## Wappen
| Wappen von Scheid GR | Blasonierung: «Schrägrechts geteilt von Blau und Gold (Gelb), belegt mit je einem sechsstrahligen Stern in gewechselten Farben»                                                                                        |
| Wappen von Scheid GR | Schrägteilung und Stern stammen aus dem Wappen der Familie Juvalta, die mit der Ortsgeschichte verbunden ist. Die beiden Sterne versinnbildlichen durch ihre Anordnung die Lage der beiden Orte Ober- und Unterscheid. |

## Bevölkerung
| Bevölkerungsentwicklung | Bevölkerungsentwicklung | Bevölkerungsentwicklung | Bevölkerungsentwicklung | Bevölkerungsentwicklung | Bevölkerungsentwicklung | Bevölkerungsentwicklung | Bevölkerungsentwicklung | Bevölkerungsentwicklung | Bevölkerungsentwicklung | Bevölkerungsentwicklung |
| ----------------------- | ----------------------- | ----------------------- | ----------------------- | ----------------------- | ----------------------- | ----------------------- | ----------------------- | ----------------------- | ----------------------- | ----------------------- |
| Jahr                    | 1803                    | 1850                    | 1900                    | 1950                    | 1980                    | 1990                    | 2000                    | 2005                    | 2007                    | 2008                    |
| Einwohner               | 219                     | 222                     | 156                     | 154                     | 116                     | 115                     | 139                     | 145                     | 148                     | 151                     |

### Sprachen
Ursprünglich sprach die Bevölkerung Sutselvisch, eine bündnerromanische Sprache. Noch 1880 war die damalige Gemeinde mit 98 % Romanischsprachigen beinahe einsprachig. Dies blieb bis 1970 so (1910 97 %, 1941 92 %, 1970 94 % Romanischsprachige). Seither setzte der Niedergang des Romanischen ein – doch blieben die Romanen bis 1980 in der Mehrheit. Ein rasanter Sprachwechsel erfolgte, wie folgende Tabelle belegt:
| Sprachen in Scheid |                   |                   |                   |                   |                   |                   |
| Sprachen           | Volkszählung 1980 | Volkszählung 1980 | Volkszählung 1990 | Volkszählung 1990 | Volkszählung 2000 | Volkszählung 2000 |
| Sprachen           | Anzahl            | Anteil            | Anzahl            | Anteil            | Anzahl            | Anteil            |
| Deutsch            | 44                | 37,93 %           | 72                | 62,61 %           | 110               | 79,14 %           |
| Rätoromanisch      | 69                | 59,48 %           | 42                | 36,52 %           | 27                | 19,42 %           |
| Einwohner          | 116               | 100 %             | 115               | 100 %             | 139               | 100 %             |

### Herkunft und Nationalität
Von den Ende 2005 145 Bewohnern waren 144 Schweizer Staatsangehörige.

## Sehenswürdigkeiten
Unter Denkmalschutz steht die reformierte Dorfkirche.